# Pandemie covidu-19 ve Francii
Pandemie covidu-19 se ve Francii rozšířila nejpozději dnem 24. ledna 2020, na který byl ve městě Bordeaux datován první potvrzený konkrétní případ vypuknutí nemoci nejen ve Francii, ale i v celé Evropě. Několik dní poté byl po svém návratu z Číny do nemocnice přijat 80letý muž čínského původu, který pak 14. února zemřel. Jednalo se o první prokázané úmrtí na tuto nemoc mimo Asii.

## Průběh

### Prosinec 2019 – březen 2020
Dle zpětných testů byl první případ onemocnění ve Francii určen již na prosinec roku 2019.
Dne 28. ledna měl 80letý čínský turista, který se vrátil z čínské provincie Chu-pej, pozitivní test a byl hospitalizován v nemocnici. Následujícího dne měla jeho dcera také pozitivní test a byla přijata do stejné nemocnice. Dne 14. února 2020 muž nemoci podlehl. Jednalo se o první oběť pandemie mimo Asii.
V únoru 2020 uvedl francouzský ministr zdravotnictví Olivier Véran, že Francie zůstává ve vysoké pohotovosti. Počet laboratoří, které mohou testovat, se znásobil. Jeho cílem bylo rozšířit kapacitu ze současných 400 testů denně na několik tisíc testů denně. Véran vyzval obyvatele, aby dočasně upustili při pozdravu od líbání na tvář.
Od 1. března zůstalo pařížské muzeum Louvre uzavřeno den poté, co zaměstnanci přestali pracovat kvůli obavám z rizika nákazy. Ve školních čtvrtích v Paříži dostali rodiče pokyny, aby nechali své dítě doma dva týdny, pokud nedávno navštívili Čínu, Hongkong, Macao, Singapur, Jižní Koreu, Lombardii nebo Benátsko. Za těchto okolností by také děti v jeslích měly zůstat doma.
Dne 4. března dostaly lékárny pokyny, aby prodávaly dýchací masky pouze na lékařský předpis, poté, co lékárny po celé zemi začala distribuovat rezervu 10 milionů dýchacích masek.
Ministr školství Jean-Michel Blanquer doporučil od 5. března 2020 distanční výuku. Německá média zdůraznila, že na rozdíl například od Německa je výukový program ve Francii v celé zemi stejný, takže distanční vzdělávání může připravit studenty na maturitu.
Dne 8. března francouzský ministr zdravotnictví oznámil, že veřejná setkání s více než 1 000 účastníky již nebudou povolena, bylo možné uspořádat několik významných sportovních akcí, včetně dvou závěrečných setkání fotbalového turnaje Tournoi de France, ale pouze bez diváků.
Francouzská vláda dne 12. března oznámila, že mateřské školy, školy a univerzity budou uzavřeny od 16. března až do odvolání.
Dne 14. března bylo nařízeno uzavření všech veřejně přístupných zařízení (až na výjimky, např. obchody s potravinami, restaurace a kina)[zdroj?]. Dne 16. března francouzský prezident Emmanuel Macron nařídil celostátní částečný zákaz vycházení, který vstoupil v platnost 17. března.
Dne 27. března prodloužil premiér Édouard Philippe lockdown nejméně do 15. dubna.

### Duben – červenec 2020
Od 11. května platil zákaz shromažďování více než 10 lidí na veřejném prostranství na celém území Francie. Přístup veřejnosti do parků a zahrad v městských oblastech byl zakázán v oblastech Francie, které byly označeny jako „červené zóny“. Většina podniků mohla znovu otevřít, ale restaurace, kavárny a bary zůstaly zavřené. Pro cestování mimo místo bydliště již nebylo nutné cestovní prohlášení. V zámořském departementu Mayotte zůstala v platnosti všechna omezení týkající se uzamčení.
Dne 28. května premiér Édouard Philippe oznámil, že 2. června bude zrušen zákaz cestování do vzdálenosti více než 100 km. Ve stejný den bylo také povoleno znovuotevření kaváren, barů a restaurací v celé Francii, kromě Paříže.
Dne 22. června mohla otevřít kina, sportovní haly či mateřské, základné i střední školy. Dne 25. června byla po třech měsících pro návštěvníky zčásti otevřena Eiffelova věž, výtahy a nejvyšší patro věže ale zůstaly zavřené.
Dne 1. července Francie znovu otevřela své hranice se zeměmi mimo Evropskou unii. Dne 15. července ministr zdravotnictví Véran oznámil, že od 24. července bude povinné mít zakrytá ústa a nos ve všech veřejných vnitřních prostorách a některých veřejných venkovních prostorách s velkým počtem návštěvníků jako je Eiffelova věž.

### Srpen 2020
Dne 10. srpna byla v Paříži zavedena povinnost nosit roušky.

### Jaro 2021
Od 19. května do 8. června 2021 platil zákaz vycházení mezi 21 až 6 hodinou. Od 9. června se hranice zákazu posunula od 23 hodin. Ke vstupu na francouzské území je vyžadován negativní PCR test (maximálně 72 hodin starý), s výjimkou pendlerů a řidičů kamionové dopravy.